# Mau Aima
Mau Aima (o Mau Aimma) è una suddivisione dell'India, classificata come nagar panchayat, di 17.962 abitanti, situata nel distretto di Allahabad, nello stato federato dell'Uttar Pradesh. In base al numero di abitanti la città rientra nella classe IV (da 10.000 a 19.999 persone).

## Geografia fisica
La città è situata a 25° 41' 60 N e 81° 55' 0 E e ha un'altitudine di 83 m s.l.m..

## Società

### Evoluzione demografica
Al censimento del 2001 la popolazione di Mau Aima assommava a 17.962 persone, delle quali 9.305 maschi e 8.657 femmine. I bambini di età inferiore o uguale ai sei anni assommavano a 3.169, dei quali 1.674 maschi e 1.495 femmine. Infine, coloro che erano in grado di saper almeno leggere e scrivere erano 10.939, dei quali 6.295 maschi e 4.644 femmine.